# Dimorphandra unijuga
Dimorphandra unijuga är en ärtväxtart som beskrevs av Louis René Tulasne. Dimorphandra unijuga ingår i släktet Dimorphandra och familjen ärtväxter. Inga underarter finns listade i Catalogue of Life.